# پراوونین
پراوونین (به چکی: Pravonín) یک منطقهٔ مسکونی در جمهوری چک است که در ناحیه بنشوو واقع شده‌است. پراوونین ۱۹٫۸ کیلومتر مربع مساحت و ۵۵۳ نفر جمعیت دارد و ۵۴۰ متر بالاتر از سطح دریا واقع شده‌است.